# Ломацо
Лома̀цо (на италиански: Lomazzo; на ломбардски: Lumazz, Лумац) е град и община в Северна Италия, провинция Комо, регион Ломбардия. Разположен е на 296 m надморска височина. Населението на общината е 9988 души (към 2017 г.).